# Agua Azul Rancho
Agua Azul Rancho är en ort i Honduras.   Den ligger i departementet Departamento de Cortés, i den västra delen av landet, 120 km nordväst om huvudstaden Tegucigalpa. Den ligger vid sjön Lago de Yojoa.